# Derivada de segunda ordem
A derivada de segunda ordem de uma função, ou segunda derivada, representa a derivada da derivada desta função. Em símbolos, a derivada de segunda ordem pode ser representada por {\displaystyle y\prime \prime } ou {\displaystyle {\frac {d^{2}y}{dx^{2}}}}, sendo y função de x. De forma rudimentar, pode-se dizer que a derivada de segunda ordem de uma função mede a taxa de variação da própria variação desta função. Por exemplo, a derivada de segunda ordem da posição de um objeto em relação ao tempo é a aceleração instantânea deste objeto, que seria a taxa de variação da velocidade do mesmo.

## Fórmulas e cálculos
A derivada de segunda ordem de uma função {\displaystyle f(x)} (em relação a {\displaystyle x}) é a derivada da derivada da função {\displaystyle f(x)}, ambas em relação a x. Matematicamente,
{\displaystyle {\frac {d^{2}f(x)}{dx^{2}}}={\frac {d}{dx}}\left({\frac {df(x)}{dx}}\right)}.
Sua representação de limite é: {\displaystyle {\frac {d^{2}f(x)}{dx^{2}}}=\lim \limits _{\Delta x\rightarrow 0}{\frac {f(x+2\Delta x)-2f(x+\Delta x)+f(x)}{\Delta x^{2}}}}.
Por ser a derivada da derivada a integral da derivada de segunda ordem é {\displaystyle \int {{\frac {d^{2}f(x)}{dx^{2}}}dx}={\frac {df(x)}{dx}}+C}.
Analogamente, as derivadas parciais de segunda ordem de uma função de dois argumentos {\displaystyle f(x,y)} são:
{\displaystyle {\frac {\partial ^{2}f(x,y)}{\partial x^{2}}}={\frac {\partial }{\partial x}}\left({\frac {\partial f(x,y)}{\partial x}}\right)},  {\displaystyle {\frac {\partial ^{2}f(x,y)}{\partial x\partial y}}={\frac {\partial }{\partial x}}\left({\frac {\partial f(x,y)}{\partial y}}\right)} e {\displaystyle {\frac {\partial ^{2}f(x,y)}{\partial y^{2}}}={\frac {\partial }{\partial y}}\left({\frac {\partial f(x,y)}{\partial y}}\right)}.

## Aplicação
A concavidade de uma função é obtida através da derivada segunda, igualando-a a zero. Após obter as raízes da derivada segunda põe-se numa reta ordenada, com sua respectivas raízes. Fazendo análise: Substitui-se um número facilitador nas extremidades e entre as raízes, se o sinal obtido for positivo a concavidade é voltada para cima; se for negativo a concavidade é voltada para baixo.

## Derivada de segunda ordem na física
Se {\displaystyle x(t)} é a função que do movimento rectilíneo de um objeto, a derivada de segunda ordem {\displaystyle x\prime \prime (t)} do mesmo no instante {\displaystyle t} representa sua aceleração. Analogamente, se {\displaystyle P(t)} é uma função vectorial que especifica o movimento de um ponto, o vetor aceleração do mesmo será {\displaystyle {\frac {d^{2}P(t)}{dt^{2}}}}. Para as derivadas de segunda ordem de funções vetoriais, a mesma regra vale: é a derivada da derivada da função vectorial, no caso.